# Cucina keniota

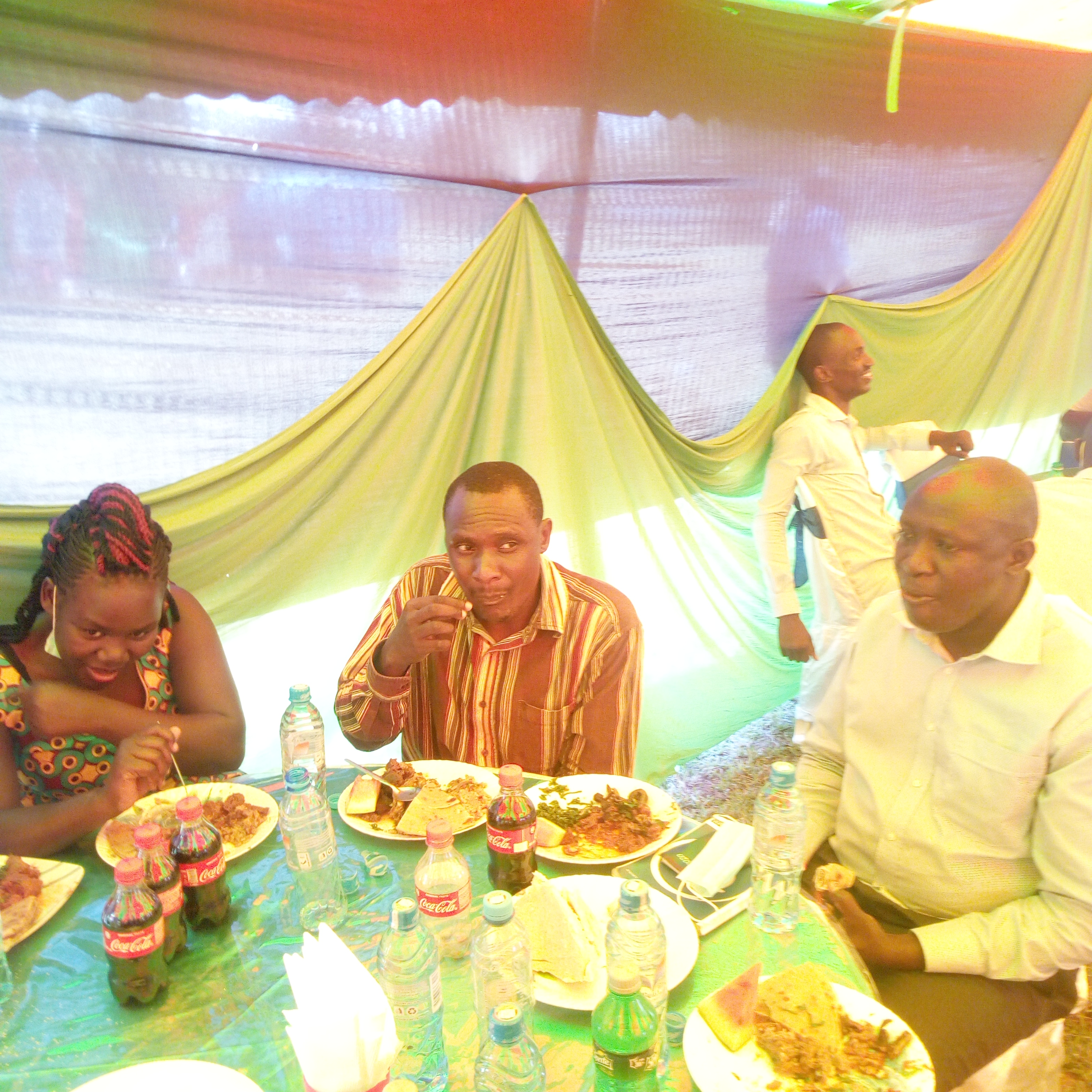
Un pranzo in Kenya

La cucina keniota comprende le abitudini culinarie del Kenya. Essa risente delle influenze dei vari popoli che hanno avuto contatti con la regione nel corso dei secoli, come gli arabi, gli indiani, i portoghesi, i britannici e infine i turisti occidentali.

## Storia
Tradizionalmente la dieta swahili era basata sul consumo di sorgo e miglio. Con l'arrivo degli arabi furono introdotti il riso, diversi frutti e spezie. Quando nel 1496 approdarono i portoghesi vennero importati prodotti provenienti dal Brasile, tra cui banane, ananas, peperoncini, peperoni, patate dolci e manioca, che presto divennero alimenti base della dieta dell'Africa orientale. Oltre a ciò, i portoghesi portarono dalla Cina e dall'india arance, limoni, limette e i maiali domestici.
Durante il colonialismo britannico vennero importati diversi tipi di animali, tra cui pecore, capre e selvaggina, nonché prodotti lussuosi come ciliegie e asparagi. Venne introdotto un tipo di caffè di maggior qualità e la preparazione della crema pasticcera. Inoltre, con l'arrivo di lavoratori indiani portati nella regione per costruire la ferrovia in Uganda, approdarono il curry, il chapati e i chutney, oggi piatti tradizionali della domenica in Kenya. Infine, nel secondo dopoguerra molti europei introdussero salsicce speziate e passate, e con l'avvento della globalizzazione vennero aperti i primi fast food a Nairobi e sulla costa.

## Descrizione

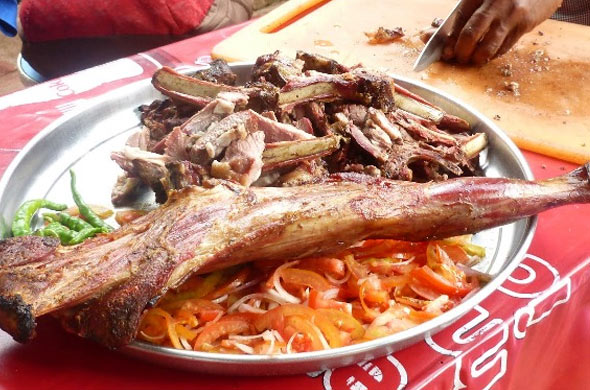
Nyama choma

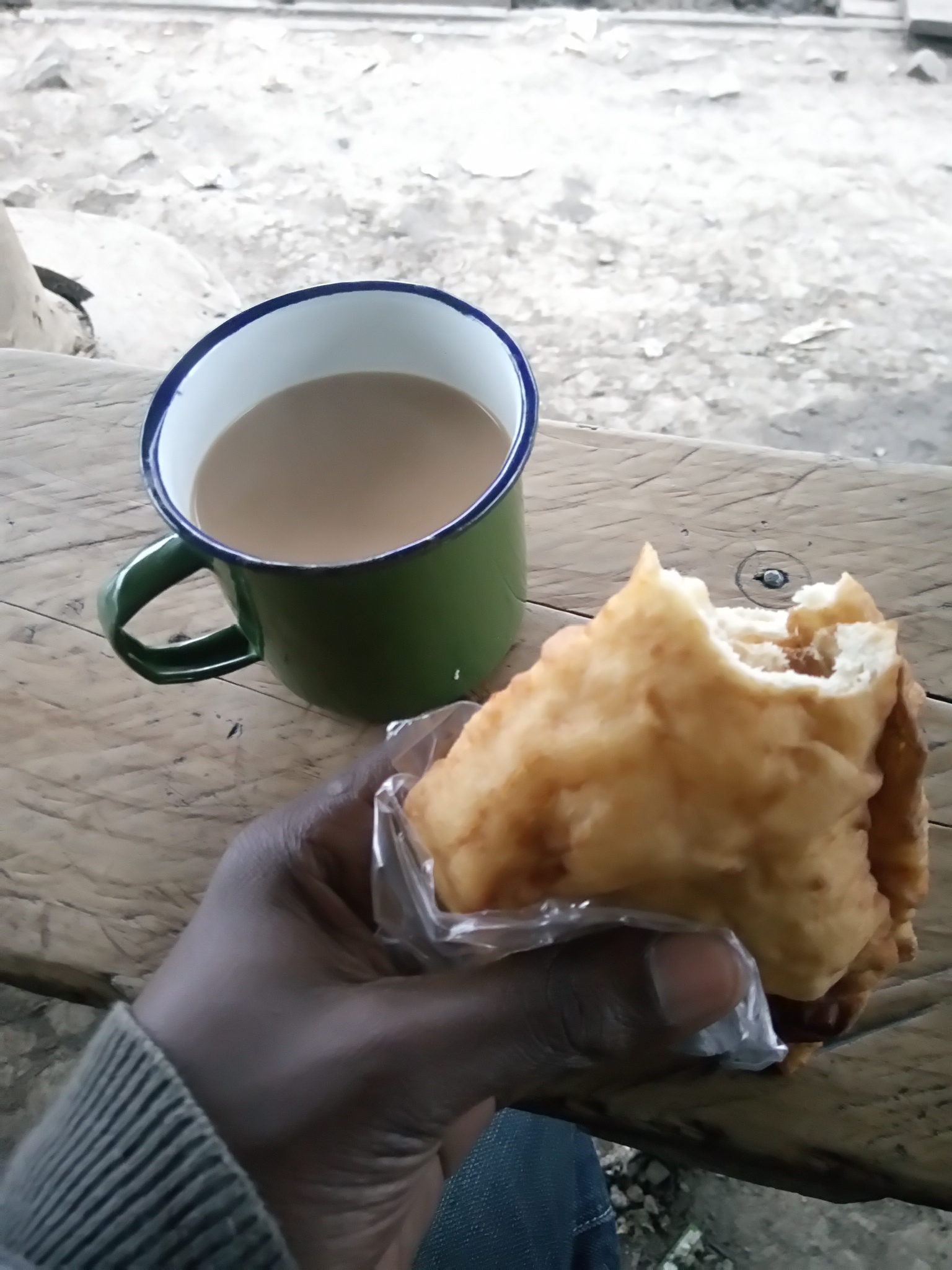
Tè con mandazi

La dieta keniota si basa sul consumo di verdure come patate, igname, fagioli, mais, platani e banane. La frutta tropicale comprende mango, papaya, ananas, guava e altri frutti. I raccolti più diffusi nel paese sono tè e caffè, che rappresentano anche i due maggiori prodotti esportati. Crescono anche diversi tipi di frutta secca come datteri, noci di cocco, anacardi e mandorle.
Alcuni piatti kenioti sono l'irio (in swahili kienyeji), una purea di patate e mais servita calda che accompagna carne arrostita (nyama na irio), il sukuma wiki, uno stufato di cavolo con pomodori e cipolle, e il githeri, un bollito di patate, mais e fagioli rossi. Nelle regioni occidentali del paese è molto diffuso il pesce, in particolare la tilapia che viene pescata nel lago Vittoria e il persico del Nilo che viene pescato nel lago Turkana. Sulla costa dell'Oceano Indiano il pesce viene grigliato oppure cotto in diversi sughi, come ad esempio il mchuzi wa samaki che viene cotto nel curry.
Il kuku na nazi consiste in carne di pollo cucinata con latte di cocco. Gran parte dei kenioti assume una gran quantità di carboidrati, come patate, pane e riso, ma soprattutto il mais che è l'ingrediente principale di un porridge chiamato posho. Esso consiste nella portata principale e viene accompagnato da verdure o carne. Può anche essere preparato a mo' di palline e fritto. Nelle regioni orientali al confine con l'Uganda è diffuso il consumo di platani (matoke), che possono essere cotti a vapore e serviti con tè a colazione, oppure bolliti e poi fritti durante gli altri pasti. Due piatti a base di riso sono il wali na nyama, che consiste in riso con carne, e il wali na maharagwe, a base di riso con fagioli pinto.
In Kenya vi sono diversi tipi di pane come il kitumbua (pane fritto), i mandazi, delle pagnotte fritte dolci, e i samosa, dei triangolini di pasta ripieni di carne o verdure. Il curry, approdato nel paese grazie agli scambi commerciali attraverso l'Oceano Indiano, si è poi diffusosi nel resto del paese anche grazie agli ufficiali britannici che presenziarono l'area.
Il tè e il caffè vengono bolliti con abbondante zucchero o con del miele. Il chai kavu o strungi consiste in un forte tè nero senza latte ed è servito nei momenti di difficoltà economica. Una variante più ricca del chai kavu è il chai masala, un tè servito con latte e spezie, generalmente zenzero o cardamomo. Il maziwa lala è una sorta di latte acido diffuso nel Kenya occidentale che viene servito freddo sull'ugali.
Il pombe è un termine che fa riferimento a qualunque alcolico prodotto in casa. La birra è molto diffusa è può essere fatta di miglio, mais o sorgo. Generalmente il consumo di alcol è diffuso tra gli uomini. Sulle coste sono disponibili il latte di cocco (madafu) e un locale vino di palma chiamato tembo. La birra può essere usata anche come forma di pagamento nei confronti dei vicini che aiutano i contadini. Tra i kipsigis è consuetudine bere birra da una ciotola comune con delle cannucce fatte da una pianta del luogo.

## Abitudini culinarie
Per le strade delle città keniote sono diffusi diversi chioschi frequentati dai lavoratori che servono cibo a poco prezzo. Qui si nota la presenza di un grande calderone di alluminio chiamato sufuria posto sul fuoco dove vengono cotti mais e fagioli. Questo piatto può prevedere l'aggiunta di ingredienti addizionali (tipicamente carne) e viene servito in una ciotola assieme a una tazza di tè keniota. Altri cibi tipici venduti per le strade sono il nyama choma, carne arrostita marinata nel curry e in altre spezie, e pannocchie di granoturco arrostite o foglie di igname fritte accompagnate da una mistura di pepe chiamata pili pili. I locali al chiuso equivalenti dei chioschi si chiamano hoteli e servono tè con latte, piatti locali e un pane basso di origine indiana di nome chapati.